# Pretil

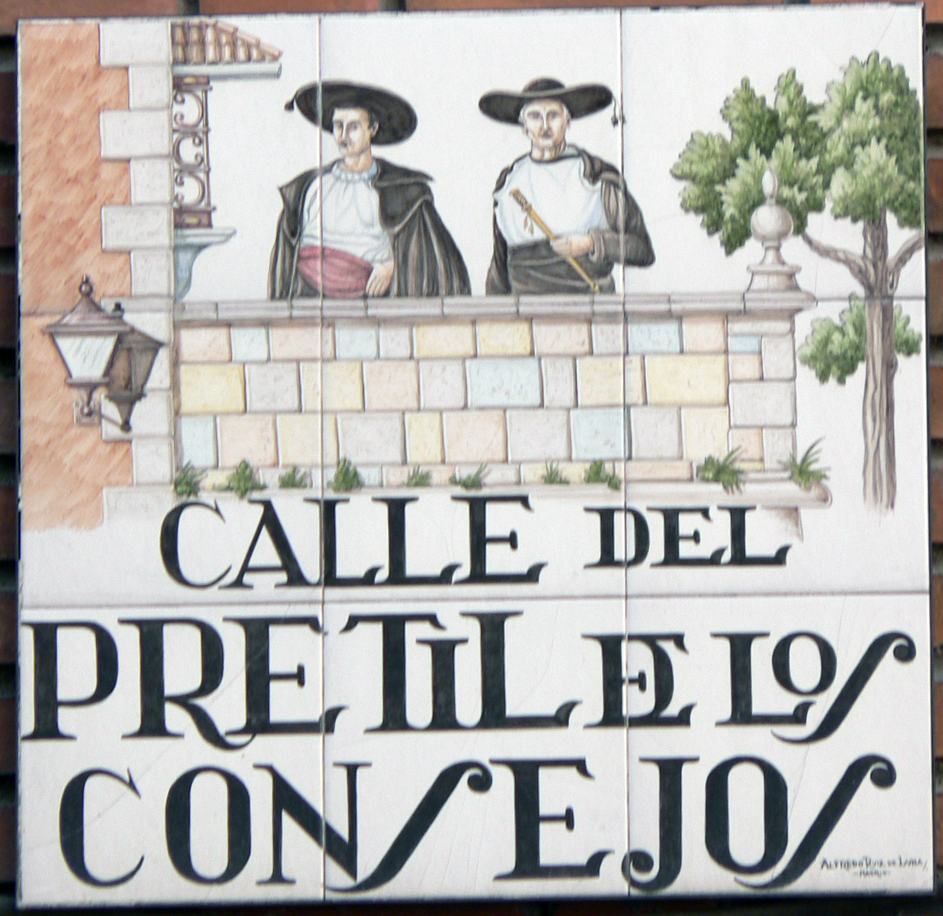
El Pretil de los Consejos, en el callejero del Madrid antiguo.

El pretil, como elemento arquitectónico, es un murete de seguridad que se construye en puentes y otras estructuras para evitar caídas o delimitar una zona de tránsito; también puede encontrarse en cualquier otro lugar que presente desniveles entre diferentes planos. En el diccionario se asocia a la figura arquitectónica del antepecho, llamándose pretiles a las aceras o resaltes elevados que discurren a lo largo de dichos antepechos. En el Diccionario de ideas afines queda anotado como sinónimo de antepecho, balaustrada y brocal.
También se llama así, en la nomenclatura urbana, a un tipo de calles en cuesta que solo tiene viviendas en uno de sus dos lados, estando el otro lado cerrado por un murete o barbacana (el pretil propiamente dicho) para evitar la caída por el desnivel que salva la vía.

## Tipos de pretil
Entre los diversos tipos de pretil, pueden diferenciarse, según los materiales:
- Pretiles arquitectónicos de piedra natural o mampostería.
- Pretiles de hormigón armado, muy frecuentes en los puentes y viaductos de las autovías. Pueden ser de cara exterior recta o curva.
- Pretiles de metal, también habituales en el trazado de las vías de circulación interurbanas.[4]
- Pretiles mixtos.